# وايتسبورغ (جورجيا)
وايتسبورغ (بالإنجليزية: Whitesburg, Georgia)‏ هي بلدة تقع في مقاطعة كارول، جورجيا بولاية جورجيا في الولايات المتحدة. تبلغ مساحتها 7.3 (كم²)، وترتفع عن سطح البحر 258 م، بلغ عدد سكانها 588 نسمة في عام 2010 حسب إحصاء مكتب تعداد الولايات المتحدة وتصل الكثافة السكانية فيها 81.6 نسمة/كم2.

## وصلات خارجية
- The US50 - Cities and Towns in Georgia State
- Georgia Cities and Towns, Facts, Map, Flag, Colleges, Government, and More